# 瑞典广场

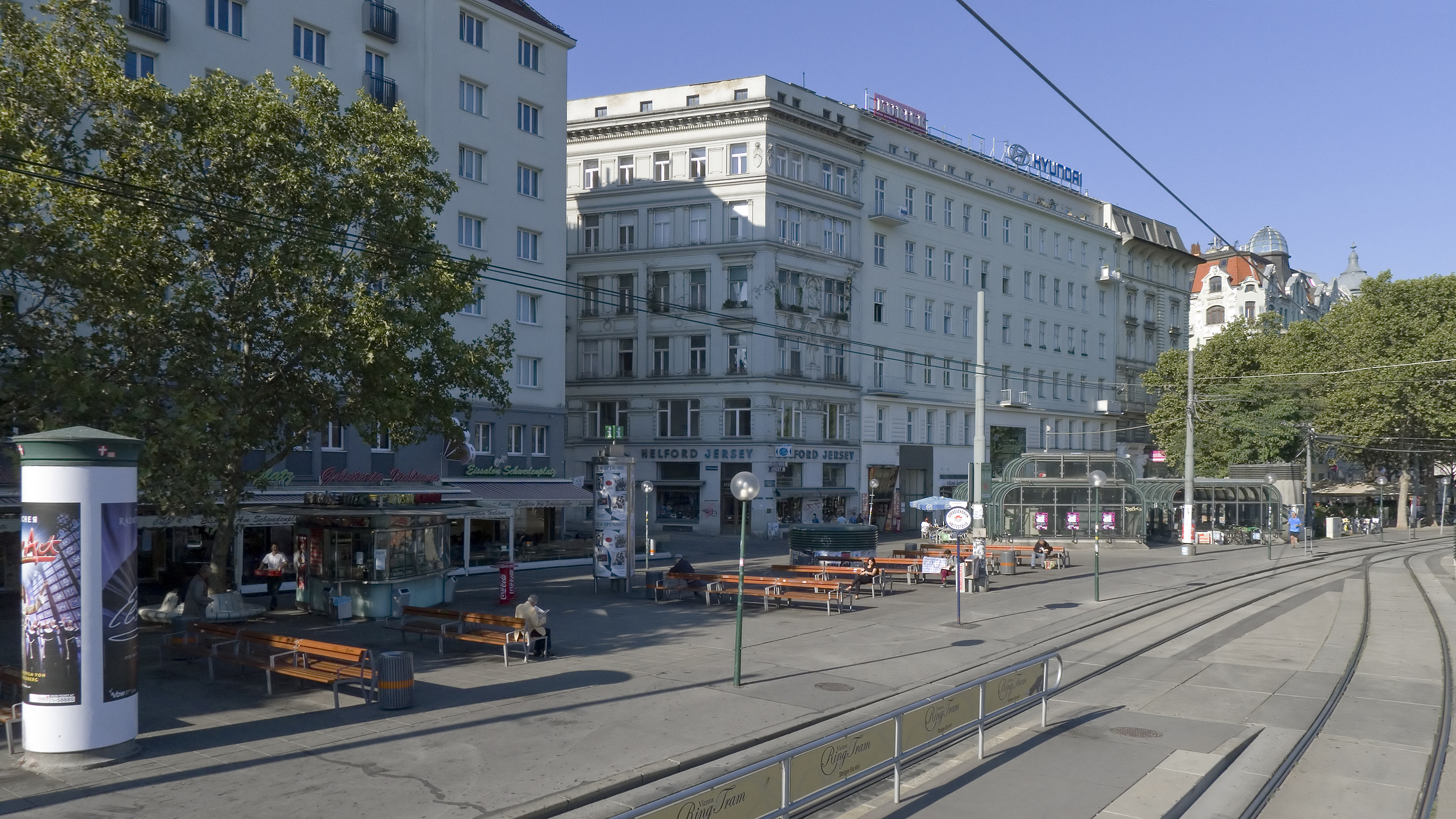
瑞典广场

瑞典广场（德语：Schwedenplatz）是奥地利维也纳的一个广场，位于市中心的内城区，在多瑙运河的右岸，是维也纳公共交通的主要枢纽之一。
地铁1号线和4号线的瑞典广场站设于广场。
瑞典桥（Schwedenbrücke）和瑞典广场于1919年11月命名，以感谢瑞典在第一次世界大战后的帮助。